# Escocia (arquitectura)

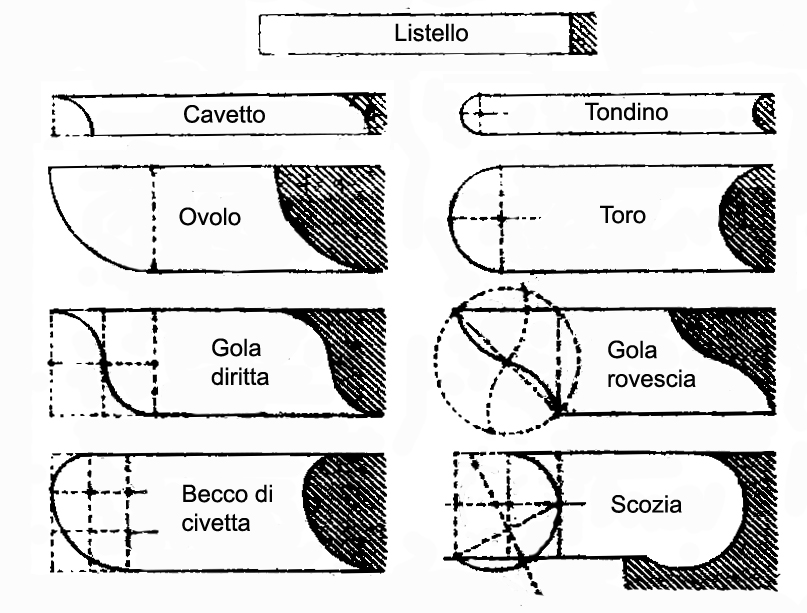
Véase la moldura en escocia (Scozia) en la tabla 29 del libro Regola delli cinque ordini d’ architettura (1562) de Jacopo Vignola.

La escocia (del latín scotia y este del griego antiguo σκοτία, "oscuridad", "sombra"), también escota o troquilo, es una moldura cóncava, compuesta de dos curvas de diferente radio, siendo normalmente el arco inferior el de mayor tamaño. 
Su nombre proviene de que al estar presente en la basa griega de las columnas de orden jónico, producía un efecto pronunciado de sombras y claros que transmitía expresividad y movimiento. 
La moldura cóncava cuyo perfil es semicircular se llama media caña.

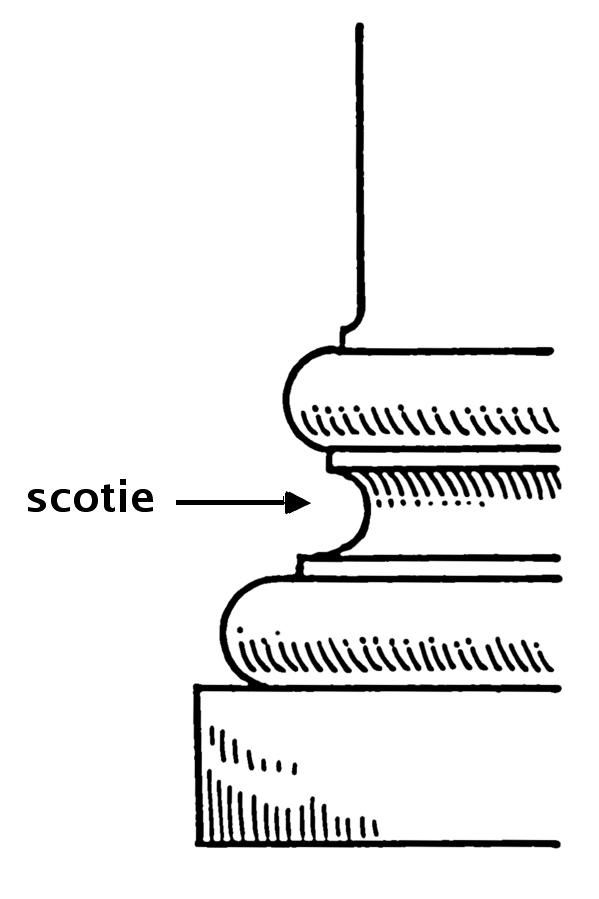
Una escocia (cóncava) entre dos toros (convexos).
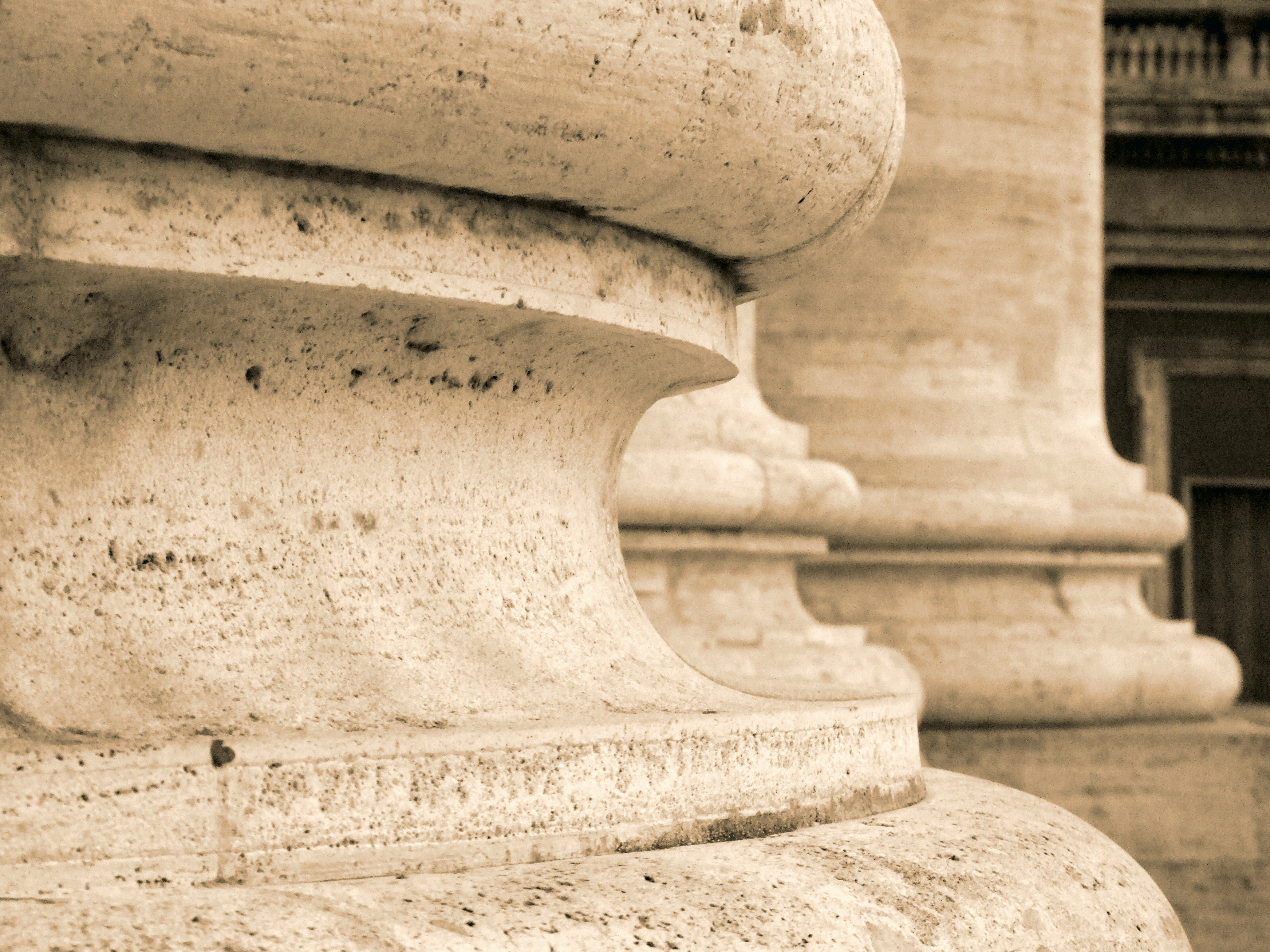
Escocia en una columna de la plaza de San Pedro en el Vaticano.